# Florea Mitrănescu
Florea Mitrănescu (n. 1 februarie 1886 – d. 21 februarie 1944) a fost un general român, care a luptat în cel de-al doilea război mondial.
Grade: sublocotenent - 01.07.1908, locotenent - 01.10.1911, căpitan - 01.04.1916, maior - 01.09.1917, locotenent-colonel - 23.05.1923, colonel - 10.05.1929, general de brigadă - 01.02.1937, general de divizie - 08.06.1940.
A fost înaintat la gradul de general de divizie cu începere de la data de 8 iunie 1940.
A îndeplinit funcțiile de comandant Diviziei 19 (1941), comandant al Corpului 7 Armată (25 martie 1941 - 20 martie 1943), comandant al Corpului 6 Armată (20 martie - 15 septembrie 1943) și din nou comandant al Corpului 7 Armată (15 septembrie 1943 - 21 februarie 1944). La data de 18 iulie 1942 a fost înaintat la gradul de general de corp de armată. A fost ucis pe front la 21 februarie 1944. Florea Mitrănescu este înmormântat la cimitirul Hunia, comuna Maglavit, Dolj.

## Legături externe
- Generals.dk - Florea Mitrănescu